# Need for Speed: Underground 2
Need for Speed: Underground 2 (gọi tắt là NFSU2, NFSUG2) là một trò chơi điện tử đua xe đường phố thuộc dòng game sê-ri đua xe nổi tiếng Need for Speed và là phần kế thừa của game Need For Speed: Underground, phát hành và phát triển bởi Electronic Arts Inc. Trò chơi này phát hành rộng rãi vào năm 2004 trên nhiều nền tảng  dành cho Microsoft Windows, PlayStation 2, PSP: PlayStation Portable, GBA: Game Boy Advance, Xbox, Nintendo DS và điện thoại di động. Need for Speed: Underground 2 được quảng bá thương mại rộng rãi và nhận nhiều lời phê bình game tích cực, với hơn 11 triệu bản được bán chạy trên toàn thế giới so với phần kế tiếp của game Most Wanted năm 2005.
Như phần trước, trò chơi dựa theo lối chơi cũ đua xe đường phố, độ xe họa tiết trang trí và tiếp tục cốt truyện của người chơi trước. Đặc biệt, lần đầu tiên trong lịch sử của dòng game đua xe Need for Speed, Underground 2 cho phép người chơi ở chế độ "Explore" tham quan thành phố thế giới mở (hay còn gọi là Free Roam) trên thành phố hư cấu "Bayview" phỏng theo những thành phố quen thuộc Tây Bắc của nước Mĩ. Rất nhiều tính năng đặc biệt trong Underground 2 hấp dẫn hơn so với phần Underground trước như: Cho phép người chơi độ lên các phụ tùng, các bộ phận bên trong và ngoài xe; thêm 2 chế độ đua mới: Street X và Underground Racing League (U.R.L),...Thêm một điểm nổi bật khác là một số chiếc xe SUV (xe thể thao đa dụng) được thêm vào trò chơi nhằm cho người chơi đấu với các đối thủ lái những chiếc SUV khác trong những sự kiện đường đua.
Phiên bản của trò chơi ở nền tảng PSP có tên Need for Speed Underground: Rivals. Nền tảng Nintendo DS giới thiệu tính năng mới của trò chơi này cho phép người chơi thiết kế họa tiết trang trí kiểu dáng bất kì các chiếc xe trong game. Hai nền tảng trên đều phát hành muộn vào năm 2005, cùng thời điểm phát hành phần Most Wanted.

## Cốt truyện
Sau khi đánh bại hết đối thủ từ phần 1 của game, Người Chơi đã trở thành tay đua giỏi nhất tại thành phố Olympic City với chiếc xe chỉnh sửa lại của đối thủ Eddie "Nissan Skyline GTR R34". Người chơi nhận một lời mời gia nhập hội từ một ông tóc trọc trong cuộc gọi video, nói rằng sẽ kô nhận "lời từ chối" là câu trả lời của ông. Nhưng người chơi lập tức dập tắt cuộc gọi cách nhanh chóng và lát sau, nhận một cuộc gọi của người bạn thân cũ Samantha. Samantha nói rằng người chơi nên đến bữa tiệc ăn mừng chiến thắng vì bữa tiệc trên rất sôi nổi, ai cũng muốn thấy được nhà vô địch.
Người chơi chấp nhận lời mời, nhưng trên đường đi bị đụng xe tai nạn bởi chiếc màu đen SUV Hummer H2 từ trong con hẻm ra và xe Skyline của người chơi hoàn toàn hư hỏng nặng. Một người đàn ông với hình xăm lưỡi hái là chủ của chiếc SUV thông báo qua một cuộc gọi "đã xử lý xong vấn đề cần giải quyết".
6 tháng sau vụ tai nạn, người chơi rời khỏi thành phố Olympic City và qua thành phố Bayview, cùng với lời chúc của Samantha trên giấy người chơi đang giữ và một chiếc chìa khóa xe "Nissan 350Z" giao xe cho người bạn thứ hai Samantha: Rachel Teller, là cố vấn của người chơi và là một tay đua. Người chơi nhận toàn bộ số tiền bảo hiểm tai nạn của chiếc Skyline hỏng được chỉ dẫn đến chỗ để mua xe đầu tiên.
Mục tiêu của người chơi ở phần này là cần phải đánh bại hết các đối thủ trên thành phố Bayview và toàn bộ thành viên của băng đảng "The Wraiths", đặc biệt là thành viên trưởng nhóm "Caleb Reece" là người đã cố ý tông phải chiếc skyline 6 tháng trước khi người chơi đến thành phố này.

## Xe
Một số chiếc xe từ Underground phần 1, vẫn tiếp tục xuất hiện trên phần kế thừa của game và đây là game đầu tiên xuất hiện các chiếc SUV. Những chiếc SUV sẽ không còn xuất hiện trong những game NFS về sau cho đến khi phần làm lại Most Wanted năm 2012. Tổng cộng gồm 31 xe, Đa số các mẫu xe đều từ Nhật và Mĩ, trong đó 2 mẫu xe (Peugeot 106 và Vauxhall Corsa) từ châu Âu và 3 mẫu xe đa dụng SUV. Nếu người chơi chọn mẫu xe SUV, các đối thủ AI máy tính trong game đều sẽ chuyển qua xe SUV.

## Sự đón nhận
(Sắp sửa)

## Âm nhạc
(Sắp sửa)